# Sioen Industries
Pour les articles homonymes, voir Sioen.

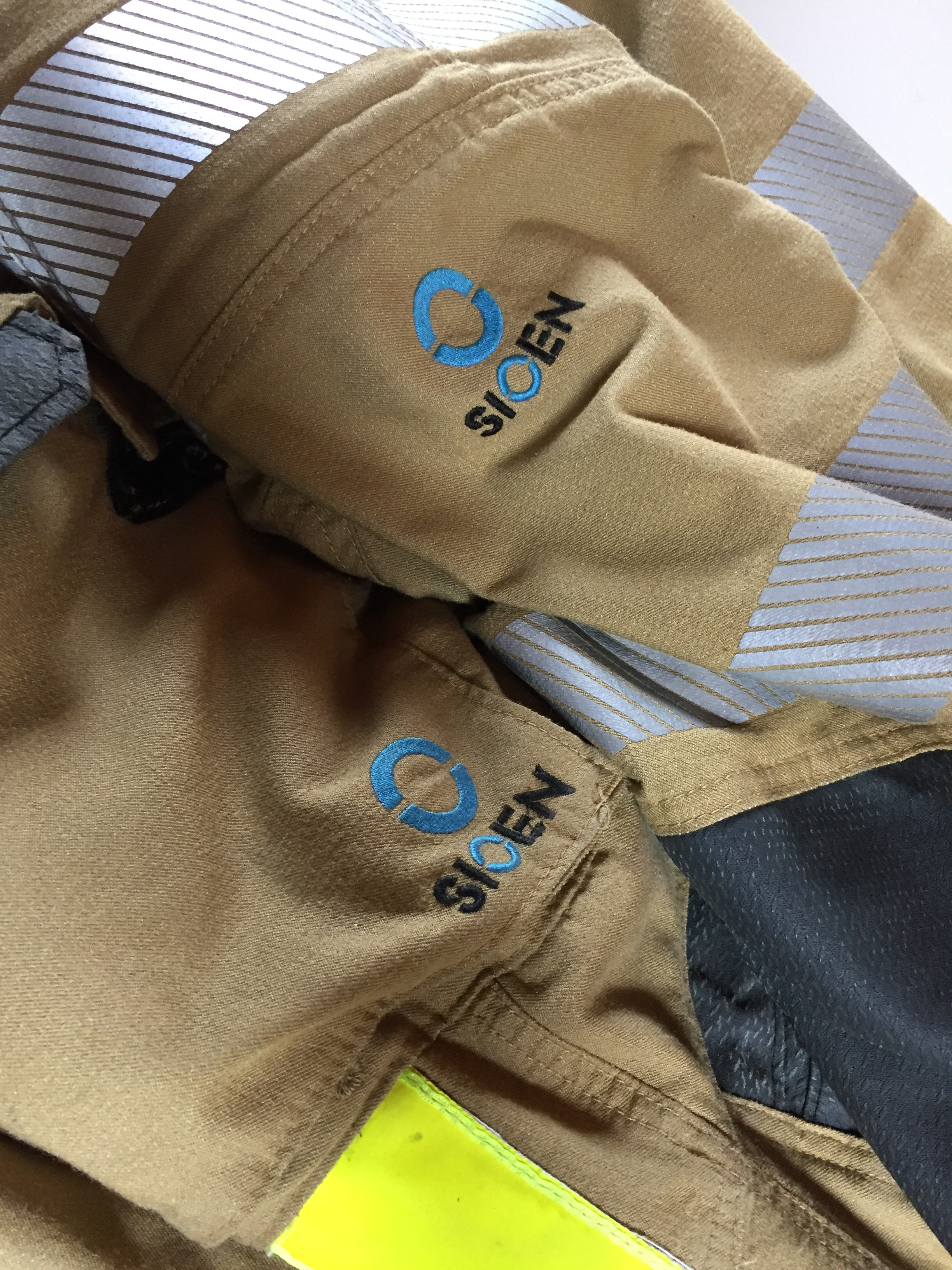
Veste d'incendie des sapeurs-pompiers belges de la marque Sioen.

Sioen (de son nom complet: Sioen Indutries NV) est une entreprise belge de textiles fondée en 1907 à Rumbeke, dans la province de Flandre-Occidentale. 

## Histoire
La société est créée à Rumbeke en 1907 par Adolf Sioen. En 1960 son petit-fils, Jean-Jacques, créé une unité de production à Beveren, puis, en 1977, emménage dans des nouveaux locaux à Ardooie, qui est aujourd'hui le siège de l'entreprise.
En 1996, la société fait son entrée en bourse à la bourse de Bruxelles.

## Activités
La société opère dans trois domaines distincts:
- Les textiles techniques.
- Les vêtements de protection.
- Les produits chimiques.

## Sites
Sioen est présente sur 47 sites de production répartis en Amérique du Nord, en Asie, en Europe et en Océanie.